# Rainbow Riots
Rainbow Riots är en internationell organisation och konstnärsgrupp som arbetar för hbtq-rättigheter.
Organisationen grundades av den svenska musikern, musikproducenten och aktivisten Petter Wallenberg.

## Historia
Rainbow Riots gick från att vara ett musikprojekt till att bli en organisation när Petter Wallenberg 2016 deltog i ett pridefirande i Uganda som stormades av polis.
2017 släppte Rainbow Riots ett självbetitlat album med queera musiker från Uganda, Sydafrika, Malawi och Jamaica som är några av de farligaste länderna i världen för homosexuella personer.   I samband med IDAHOT, Internationella dagen mot homo- och transfobi 2017 släppte Rainbow Riots sin första singel Equal Rights. Låten var också en del av en FN-kampanj för Agenda 2030 och de globala målen. Låten är skapad och producerad av Wallenberg, och den jamaicanska reggaeartisten och hbtq-aktivisten Mista Majah P.
2017 öppnade Rainbow Riots Stockholm Pride. Det var första gången som ugandiska HBTQ-artister uppträdde internationellt.[källa behövs] Rainbow Riots uppträdde på Europride 2018.
Under 2018 lanserades podcasten Rainbow Riots Radio där Petter Wallenberg utforskade berättelser, kultur och historia med queer-perspektiv från hela världen. Podcasten släppte 9 avsnitt under 2018.
2019 öppnade Rainbow Riots Ugandas första hbtq-community centre. Uganda brukas räknas som ett av världens farligaste länder för hbtq-personer, och centret tillhandahöll skydd, stöd och aktiviteter.
Redan innan centret öppnat fördömdes det av Simon Lokodo, Ugandas minister för etik och integritet, som förklarade för brittiska nyhetstidningen The Guardian att "homosexualitet inte är tillåtet och helt oacceptabelt i Uganda" och att "hbtq-aktiviteter är förbjudna och kriminaliserade". 
Trots motståndet öppnade centret på en hemlig plats i Kampala och blev östra Afrikas första hbtq-community center.
2019 släpptes musikalbumet Rainbow Riots India, skapat av Petter Wallenberg i samarbete med Indiens första öppet queera sångare sångare och scenkonstnärer. Projektet var ett samarbete med den rörelse som i september 2018 vann den historiska segern för hbt-rättigheter i och med avskaffandet av den 157 år gamla viktorianska lagen ’Section 377’ mot samkönade relationer. Indiska medier utnämnde albumets singel “Love is Love” till “Indiens första Pride-låt” och musiken gjorde premiär på Indiens första lagliga Pridefestival i Mumbai 2019.
Samma år uppträdde Wallenberg och Rainbow Riots India på Stockholm Pride, vilket blev första gången någonsin som indiska hbtq-artister uppträtt på en internationell Pridefestival, vilket kallades “historiskt” av QX.
2020 tilldelades Rainbow Riots och Petter Wallenberg Arco Nordica 2020-priset från The International Lesbian and Gay Cultural Network.
2022 släppte Rainbow Riots singeln “We Don’t Care”, en protest mot hbtq-fobi med queera röster från hela världen. Låten är skriven och producerad av Petter Wallenberg i samarbete med drygt 50 sångare från Uganda, Indien, USA, Jamaica, Sverige och Kenya. Alla intäkter går till Oslo Pride-attackens offer och anhöriga. 